# No Geography
No Geography – dziewiąty album studyjny brytyjskiej  grupy muzycznej The Chemical Brothers. Album zawiera wokale Aurory i japońskiego rapera Nene.

## Lista utworów
| Nr  | Tytuł utworu           | Długość |
| --- | ---------------------- | ------- |
| 1.  | „Eve of Destruction”   | 4:40    |
| 2.  | „Bango”                | 4:07    |
| 3.  | „No Geography”         | 3:09    |
| 4.  | „Got to Keep On”       | 5:16    |
| 5.  | „Gravity Drops”        | 4:30    |
| 6.  | „The Universe Sent Me” | 6:30    |
| 7.  | „We've Got to Try”     | 3:35    |
| 8.  | „Free Yourself”        | 4:21    |
| 9.  | „MAH”                  | 5:35    |
| 10. | „Catch Me I'm Falling” | 5:28    |
|     |                        | 47:11   |

## Twórcy albumu
- Mike Marsh - mastering
- The Chemical Brothers - produkcja
- Steve Dub Jones - miksowanie
- Tom Rowlands - miksowanie
- Ed Simons & Tom Rowlands - teksty

## Listy sprzedaży
| Lista                                      | Kraj              | Pozycja |
| ------------------------------------------ | ----------------- | ------- |
| ARIA                                       | Australia         | 17      |
| Oricon                                     | Japonia           | 19      |
| Official Charts Company. Scottish Albums   | Szkocja           | 2       |
| Swiss Hitparade                            | Szwajcaria        | 10      |
| Ö3 Austria Top 40                          | Austria           | 26      |
| Ultratop. Wallonie                         | Belgia            | 19      |
| Ultratop. Vlaanderen                       | Belgia            | 9       |
| Dutch Album Top 100                        | Holandia          | 26      |
| FIMI                                       | Włochy            | 35      |
| AFP                                        | Portugalia        | 19      |
| PROMUSICAE                                 | Hiszpania         | 15      |
| Mahasz                                     | Węgry             | 32      |
| SNEP                                       | Francja           | 48      |
| GfK Entertainment charts                   | Niemcy            | 18      |
| Official Charts Company                    | Wielka Brytania   | 4       |
| Billboard 200. Top Dance/Electronic Albums | Stany Zjednoczone | 3       |